# Wilfried Van Herreweghe
Wilfried Van Herreweghe was schepen voor Burgerlijke Stand, Registratie Bevolking en Volksgezondheid van Aalst.
Hij kreeg de titel van ereschepen van de Vlaamse overheid. Hij was achttien jaar OCMW-raadslid. Van Herreweghe was onder burgemeester Anny De Maght twaalf jaar schepen alsook ambtenaar van de burgerlijke stand.

## Levensloop
Van Herreweghe stapte in de politiek op 19 juni 1973. Hij begon als gemeenteraadslid van de gemeente Gijzegem.